# Noxe
Noxe (Latijn: noxa, "schade") is een algemene term voor elke schadelijke invloed: zowel fysisch, chemisch, microbiologisch als psychosociaal.

## Voorbeelden
- Fysische invloeden
  - hoge of lage temperatuur
  - mechanisch (trauma, trilling, over- of onderdruk)
  - elektrische stroom
  - ioniserende of niet-ioniserende straling
- Chemische stoffen
  - Toxines
  - sterke zuren en basen
- Microbiologische infecties
  - Bacteriële infecties (en toxinen)
  - Schimmelinfecties (en toxinen)
  - Parasitaire infecties
  - Virale infecties
- Psychosociale invloeden
  - stress
  - eenzaamheid